# Groupe Front national – Rassemblement national
Pour les articles homonymes, voir Front national et Rassemblement national.
Pour le groupe parlementaire formé en 2022, voir Groupe Rassemblement national.
Le groupe Front national – Rassemblement national (FN-RN) est un groupe parlementaire de l'Assemblée nationale française rassemblant les députés du Front national (FN) et des membres du Centre national des indépendants et paysans (CNIP) de 1986 à 1988, lors de la VIIIe législature de la Ve République.

## Historique
Les députés du FN-RN siègent durant la VIIIe législature, élue à l'issue du scrutin législatif du 16 mars 1986 et se terminant le 14 mai 1988, à la suite de la dissolution de l'Assemblée nationale par le président François Mitterrand, réélu à l'élection présidentielle.
Le seuil nécessaire à la constitution d’un groupe à l'Assemblée est alors de 30 membres.
Le groupe compte 32 députés du FN et 3 députés apparentés membres du CNIP lors de sa création. Ils constituent 6 % de l'effectif de l'Assemblée nationale. Yann Piat est la seule femme du groupe. Sur les 35 députés élus en 1986, plus de la moitié a rejoint le FN depuis moins de deux ans.
Ce groupe est principalement constitué de nouveaux élus, car seulement 6 d'entre eux (Pascal Arrighi, Charles de Chambrun, Gabriel Domenech, Édouard Frédéric-Dupont, Jean-Marie Le Pen, Olivier d'Ormesson) ont été députés auparavant. Édouard Frédéric-Dupont est l'unique membre du groupe à avoir été député durant la législature précédente. Le groupe compte deux anciens ministres, Édouard Frédéric-Dupont et Charles de Chambrun. Trois membres (Yvon Briant, Édouard Frédéric-Dupont, Michel de Rostolan) adhèrent au CNIP.
Afin de présenter des candidats dans tous les départements, Jean-Marie Le Pen s'est dit prêt, « tout en préservant son identité, à ouvrir ses listes à un certain nombre de candidats “divers droite, socio-professionnels et cercles d’opinion” représentatifs du pays réel et soucieux de défendre la France et les Français d’abord ». L'historienne Valérie Igounet relève que « cette stratégie, inimaginable dans ses premières années d’existence, pose problème entre la base et les nouveaux encartés. […] Au sein du FN, on critique ces hommes qui, en se faisant élire sous l’étiquette RN, auraient non seulement trahi la base militante du parti et l’électorat frontiste mais aussi pris la place des militants de la première heure […] ».

## Direction
| Président         | Parti | Parti | Début     | Fin         | Secrétaire général  |
| ----------------- | ----- | ----- | --------- | ----------- | ------------------- |
| Jean-Marie Le Pen |       | FN    | mars 1986 | 14 mai 1988 | Jean-Yves Le Gallou |

## Composition

### Liste des membres
- Pascal Arrighi, FN, Bouches-du-Rhône
- François Bachelot, FN, Seine-Saint-Denis
- Christian Baeckeroot, FN, Nord
- Jacques Bompard, FN, Vaucluse
- Pierre Ceyrac, FN, Nord
- Dominique Chaboche, FN, Seine-Maritime
- Charles de Chambrun, FN, Gard
- Bruno Chauvierre, FN, Nord
- Pierre Descaves, FN, Oise
- Gabriel Domenech, FN, Bouches-du-Rhône
- Gérard Freulet, FN, Haut-Rhin
- Bruno Gollnisch, FN, Rhône
- Guy Herlory, FN, Moselle
- Roger Holeindre, FN, Seine-Saint-Denis
- Jean-François Jalkh, FN, Seine-et-Marne
- Guy Le Jaouen, FN, Loire
- Jean-Marie Le Pen, FN, Paris
- Jean-Claude Martinez, FN, Hérault
- Bruno Mégret, FN, Isère
- Olivier d'Ormesson, FN, Val-de-Marne
- Ronald Perdomo, FN, Bouches-du-Rhône
- Jacques Peyrat, FN, Alpes-Maritimes
- Albert Peyron, FN, Alpes-Maritimes
- Yann Piat, FN, Var
- François Porteu de La Morandière, FN, Pas-de-Calais
- Jean-Pierre Reveau, FN, Rhône
- Jean Roussel, FN, Bouches-du-Rhône
- Pierre Sergent, FN, Pyrénées-Orientales
- Pierre Sirgue, FN, Gironde
- Robert Spieler, FN, Bas-Rhin
- Jean-Pierre Stirbois, FN, Hauts-de-Seine
- Georges-Paul Wagner, FN, Yvelines[5]

### Liste des apparentés
- Yvon Briant, CNIP, Val-d'Oise
- Édouard Frédéric-Dupont, CNIP, Paris
- Michel de Rostolan, CNIP, Essonne

### Répartition partisane
| Parti          | Députés membres | Députés apparentés | Total |
| -------------- | --------------- | ------------------ | ----- |
| Front national | 32              | 0                  | 32    |
| CNIP           | 0               | 3                  | 3     |
| Total          | 32              | 3                  | 35    |

### Députés ayant quitté le groupe pendant la législature
- Olivier d'Ormesson, FN, Val-de-Marne : démissionne de l'Assemblée nationale pour rester député européen ; remplacé par Jean-Pierre Schénardi (FN) à compter du 2 avril 1986.
- Bruno Chauvierre, FN, Nord : quitte le groupe le 6 mai 1986.
- Yvon Briant, CNIP, Val-d'Oise : exclu du groupe le 9 juillet 1986.
- Guy Le Jaouen, FN, Loire : quitte le groupe le 5 mars 1988.

## Droits
Le groupe ne dispose pas des droits accordés plus tard aux groupes minoritaires à l'Assemblée, et ne peut par exemple pas inscrire ses textes à l'ordre du jour[pourquoi ?].

## Positionnement
Le RPR et l'UDF se sont engagés à gouverner ensemble sans le FN avant les élections. Jean-Marie Le Pen décide de situer son groupe dans l'opposition au gouvernement de Jacques Chirac. Le 9 avril 1986, le groupe refuse ainsi d’accorder le vote de confiance à ce dernier, ce qui entraîne la démission de Bruno Chauvierre puis l'abandon du poste de vice-président du groupe parlementaire par Yvon Briant : d'après Valérie Igounet, « leur départ et le refus de voter la confiance au gouvernement Chirac déstabilisent des électeurs FN, avant tout poussés par leur rejet des politiques socialiste et communiste. […] Au printemps 1986, de nombreux adhérents retournent leurs cartes au FN ».
Jacques Chirac met en place la stratégie dite du « cordon sanitaire » en désignant personnellement les députés de la majorité chargés de côtoyer ceux du groupe FN, et en demandant à sa majorité de ne pas leur adresser la parole. Dans son premier discours à l'Assemblée, Jean-Marie Le Pen dénonce « le mensonge, les calomnies, les outrages et la désinformation » qui ont selon lui marqué la campagne électorale, puis accuse Jacques Chirac d'avoir, « en quelque sorte, bravé le pays en nous frappant d'une espèce d'apartheid politique, matérialisé de façon naïve, hier, par le fait que les bancs qui nous entouraient n'étaient pas occupés, comme si vous pensiez que nous puissions transmettre le sida ! — un sida politique, s'entend, car j'espère que dans ce domaine, nous sommes au-dessus de tout soupçon ! ». Jean Lecanuet salue « un discours bien fait » et Valéry Giscard d'Estaing un discours « chaleureux et vivant ». Tout en décidant de ne pas accorder sa confiance au gouvernement de Jacques Chirac, Jean-Marie Le Pen se situe dans une « majorité anti-marxiste », anti-socialiste, et se dit prêt à voter au cas par cas des textes de la majorité. D'après l'historien Nicolas Lebourg, Jean-Marie Le Pen a espéré « être appelé au gouvernement, rêvant du ministère de la Défense », et s'avère partie prenante de cette stratégie du cordon sanitaire car il craint que ses élus ne soient « tentés de rejoindre des partis plus faciles à porter socialement et distribuant plus de capital social et financier »,.

## Action
En deux ans, le groupe dépose 63 propositions de loi,. D'après Valérie Igounet, « les mesures proposées reprennent le principe phare du FN, celui de la préférence nationale. Elles défendent, dans leur globalité, la priorité des Français sur les étrangers, que ce soit pour les accès aux HLM, pour les prestations familiales, pour les allocations vieillesse, etc. » Elles visent notamment à rétablir la peine de mort, sont hostiles à la fiscalité ou prônent la suppression de l'impôt sur le revenu. Parmi les premières figurent celles de Michel de Rostolan « favorables à la vie et visant à supprimer le remboursement de l’avortement » par la Sécurité sociale. Jean-Marie Le Pen dépose une proposition de loi visant à instaurer le référendum d'initiative populaire, le 21 octobre 1987.
Les députés FN-RN s'abstiennent lors du vote sur l'Acte unique européen en 1986.
Le journaliste Guy Birenbaum estime qu'« au sein du groupe parlementaire FN, ouverture et radicalisation ont […] été modulées et mobilisées par des députés différents, non seulement selon une répartition tactiquement pensée des positions et des rôles en fonction des questions inscrites à l'agenda politique et parlementaire, des compétences des uns ou des autres, mais également selon leurs sensibilités et intérêts particuliers ». Si bon nombre d'analystes ont comparé ce groupe, lors de sa création, aux poujadistes entrés à l'Assemblée nationale en 1956, Guy Birenbaum souligne que « la structuration partisane réalisée par le FN depuis 1984 et les profils de nombreux députés du Rassemblement national attestent de fortes différences entre l'intrusion forte mais maladroite des poujadistes à l'Assemblée et l'entrisme pensé des nationaux-frontistes. Sans revenir de façon exhaustive sur l'histoire du poujadisme, on peut dire que les 52 députés entrant au Palais bourbon le 2 janvier 1956 cumulaient d'emblée, pour la plupart, des handicaps propres à leur interdire tout espoir de professionnalisation politique ».

## Postérité
Avec les élections législatives de 1988 qui voient le rétablissement du scrutin uninominal majoritaire à deux tours, Yann Piat et Édouard Frédéric-Dupont sont les seuls membre du groupe à conserver leur siège, mais sous les étiquettes respectives de l'UDF et du CNIP et face à des candidats du Front national.
Parmi les 35 députés membres, 25 rompent avec le FN à plus ou moins long terme, dont certains en cours de mandat. Sur les 17 encore vivants en 2016, seuls deux sont alors toujours membres du FN,.
Lors du XVIe congrès du Front national, Marine Le Pen propose de renommer le parti en « Rassemblement national » en faisant référence au groupe parlementaire de 1986 et à « la grande période d’ouverture, d’alliances du Front national ». Le changement de nom est officialisé le 1er juin 2018.